# Кубок СССР по футболу 1951
12-й розыгрыш Кубка СССР состоялся в августе-октябре 1951 года. Обладателем Кубка в третий раз стал московский ЦДСА. Предыдущий обладатель Кубка московский «Спартак» выбыл из розыгрыша в 1/4 финала.
В финальных соревнованиях участвовала 51 команда: 15 команд класса «А», 18 команд класса «Б» и 18 команд обладателей кубков союзных республик, Москвы и Ленинграда.
Список команд обладателей кубков в союзных республиках:
- Карело-Финская ССР — «Локомотив» (Петрозаводск)
- Эстонская ССР — КБФ (Таллин)
- Латвийская ССР — ДО (Рига)
- Литовская ССР — «Инкарас» (Каунас)
- Белорусская ССР — ОДО (Минск)
- Украинская ССР — «Металлург» (Запорожье)
- Молдавская ССР — «Красное знамя» (Кишинёв)
- Грузинская ССР — Труд [ТТУ] (Тбилиси)
- Армянская ССР — «Строитель» (Ленинакан)
- Азербайджанская ССР — Завод им. Буденного (Баку)
- Казахская ССР — «Динамо»-2 (Алма-Ата)
- Узбекская ССР — «Крылья Советов» (Ташкент)
- Киргизская ССР — «Динамо» (Фрунзе)
- Таджикская ССР — ДО (Сталинабад)
- Туркменская ССР — «Локомотив» (Мары)
- РСФСР — ДО (Новосибирск)
- г. Москва — ВВС-2 (Москва)
- г. Ленинград — «Инфизкульт» (Ленинград)

Так как сетка игр была составлена сразу на весь турнир и часть команд начинали свои игры не с первых этапов, даты некоторых игр более поздних стадий кубка по времени были сыграны раньше, чем другие игры других команд, которые играли свои матчи с первых раундов турнира.

## 1/64 финала
| Дата       | Команда 1             | Счёт     | Команда 2          |
| ---------- | --------------------- | -------- | ------------------ |
| 16.08.1951 | ВВС-2 (Москва)        | 2:6 д.в. | Спартак (Ужгород)  |
| 22.08.1951 | Динамо (Сталинабад)   | 4:0      | ДО (Сталинабад)    |
| 15.08.1951 | Динамо (Фрунзе)       | 2:4 д.в. | ДО (Ташкент)       |
| 12.08.1951 | Инкарас (Каунас)      | 0:3 д.в. | Локомотив (Москва) |
| 12.08.1951 | Металлург (Запорожье) | 1:0      | Динамо (Минск)     |
| 12.08.1951 | Спартак (Москва)      | 3:1      | ДО (Новосибирск)   |

## 1/32 финала
| Дата                                                          | Команда 1                  | Счёт       | Команда 2                     |
| ------------------------------------------------------------- | -------------------------- | ---------- | ----------------------------- |
| 14.08.1951                                                    | Строитель (Ленинакан)      | 1:2, д. в. | Динамо (Ереван)               |
| 13.08.1951                                                    | Динамо-2 (Алма-Ата)        | 2:4        | Динамо (Ленинград)            |
| 11.08.1951                                                    | ДО (Рига)                  | 1:0        | Динамо (Алма-Ата)             |
| 14.08.1951                                                    | Завод им. Буденного (Баку) | 0:4        | Локомотив (Харьков)           |
| 12.08.1951                                                    | Инфизкульт (Ленинград)     | 0:1, д. в. | Торпедо (Москва)              |
| В составе «Инфизкульта» играл албанский футболист Бесим Фагу. |                            |            |                               |
| 16.08.1951                                                    | КБФ (Таллин)               | 3:0        | Красная звезда (Петрозаводск) |
| 12.08.1951                                                    | Красное знамя (Кишинев)    | 0:1        | Команда г. Калинина           |
| 30.08.1951                                                    | Крылья Советов (Ташкент)   | 3:1        | Динамо (Сталинабад)           |
| 21.08.1951                                                    | Локомотив (Мары)           | 0:4        | ДО (Ташкент)                  |
| 15.08.1951                                                    | Локомотив (Петрозаводск)   | 0:11       | Динамо (Тбилиси)              |
| 19.08.1951                                                    | Металлург (Запорожье)      | 4:0        | Локомотив (Москва)            |
| 15.08.1951                                                    | ОДО (Минск)                | 1:2        | ВВС (Москва)                  |
| 19.08.1951                                                    | Спартак (Москва)           | 5:1        | Спартак (Ужгород)             |
| ??.08.1951                                                    | Труд (Тбилиси)             | +:-        | Трудовые резервы (Фрунзе)     |
| 09.08.1951                                                    | Шахтер (Сталино)           | 3:2        | Спартак (Ашхабад)             |

## 1/16 финала
| Дата       | Команда 1                 | Счёт     | Команда 2                |
| ---------- | ------------------------- | -------- | ------------------------ |
| 20.08.1951 | ВВС (Москва)              | 5:1      | Динамо (Тбилиси)         |
| 19.08.1951 | Динамо (Ереван)           | 2:1      | ДО (Рига)                |
| 19.08.1951 | Динамо (Ленинград)        | 0:1      | Команда г. Калинина      |
| 19.08.1951 | Калев (Таллин)            | 0:1      | Спартак (Вильнюс)        |
| 14.08.1951 | Красное знамя (Иваново)   | 3:1      | Буревестник (Кишинев)    |
| 19.08.1951 | Крылья Советов (Куйбышев) | 2:0      | Торпедо (Москва)         |
| 21.08.1951 | Локомотив (Харьков)       | 1:3      | Шахтер (Сталино)         |
| 26.09.1951 | Металлург (Запорожье)     | 9:2      | Крылья Советов (Ташкент) |
| 12.08.1951 | Нефтяник (Баку)           | 0:2      | Даугава (Рига)           |
| 22.09.1951 | Спартак (Москва)          | 8:2      | ДО (Ташкент)             |
| 16.08.1951 | Торпедо (Горький)         | 3:2 д.в. | Спартак (Тбилиси)        |
| 20.09.1951 | Торпедо (Сталинград)      | 0:2      | Зенит (Ленинград)        |
| 22.08.1951 | Труд (Тбилиси)            | 4:0      | КБФ (Таллин)             |
| 18.08.1951 | ЦДСА (Москва)             | 5:0      | ВМС (Москва)             |

## 1/8 финала
| Дата       | Команда 1                 | Счёт     | Команда 2               |
| ---------- | ------------------------- | -------- | ----------------------- |
| 20.09.1951 | ВВС (Москва)              | 3:1 д.в. | Труд (Тбилиси)          |
| 19.08.1951 | Даугава (Рига)            | 3:2      | Красное знамя (Иваново) |
| 01.10.1951 | Динамо (Москва)           | 5:1      | Металлург (Запорожье)   |
| 27.08.1951 | Команда г. Калинина       | 2:1      | Динамо (Ереван)         |
| 25.08.1951 | Крылья Советов (Куйбышев) | 2:0      | Спартак (Вильнюс)       |
| 30.09.1951 | Спартак (Москва)          | 1:0      | Динамо (Киев)           |
| 22.08.1951 | ЦДСА (Москва)             | 4:3      | Торпедо (Горький)       |
| 29.09.1951 | Шахтер (Сталино)          | 1:1 д.в. | Зенит (Ленинград)       |
| 30.09.1951 | Шахтер (Сталино)          | 3:1      | Зенит (Ленинград)       |

## 1/4 финала
| Дата       | Команда 1        | Счёт     | Команда 2                 |
| ---------- | ---------------- | -------- | ------------------------- |
| 04.10.1951 | ВВС (Москва)     | 3:2 д.в. | Спартак (Москва)          |
| 05.10.1951 | Динамо (Москва)  | 1:4      | Команда г. Калинина       |
| 02.10.1951 | ЦДСА (Москва)    | 1:1 д.в. | Крылья Советов (Куйбышев) |
| 03.10.1951 | ЦДСА (Москва)    | 4:1      | Крылья Советов (Куйбышев) |
| 03.10.1951 | Шахтер (Сталино) | 2:1      | Даугава (Рига)            |

## 1/2 финала
| 8 октября 1951 | \| ЦДСА \| 1:0 (1:0) \| ВВС \| \| Рогов 15′ (авт.) \| Голы \| \| | Стадион: Динамо, Москва Зрителей: 70 000 Судья: Виктор Архипов (Москва) |
| ЦДСА: Никаноров, Чистохвалов, Башашкин, Нырков, Родин, Петров, Гринин (к), Николаев, Коверзнев, Соловьёв, Дёмин Главный тренер: Борис Аркадьев ВВС: Кудрявцев, Метельский, Крыжевский (к), Рогов, Ходцев, Овчинников, Волков, С. Джеджелава, Коршунов, Федоров, Анисимов Тренер: Гайоз Джеджелава |                                                                  |                                                                         |
| ЦДСА | 1:0 (1:0)                                                        | ВВС                                                                     |
| Рогов 15′ (авт.) | Голы                                                             |                                                                         |

| 9 октября 1951 | \| команда г. Калинина \| 1:0 (1:0) \| Шахтер (Сталино) \| \| Добриков 42′ \| Голы \| \| | Стадион: Динамо, Москва Зрителей: 65 000 Судья: Николай Латышев (Москва) |
| команда г. Калинина: Фарыкин, Кузнецов, Сотсков (к), Морозов, Кулешов, Фомин, Ильин, Яковлев, Добриков, Акимов, Щербаков Тренер: Пётр Зенкин Шахтёр: Петров, Дегтярёв, Самарин, Иванчук, Алпатов, Гавриленко, Иванов, Савинов (Костынчак), Пономарёв (к), Колесников, Фомин Тренер: Виктор Новиков |                                                                                          |                                                                          |
| команда г. Калинина | 1:0 (1:0)                                                                                | Шахтер (Сталино)                                                         |
| Добриков 42′ | Голы                                                                                     |                                                                          |

## Финал
| 14 октября 1951 | \| ЦДСА \| 2:1 (2:1) \| Команда г. Калинина \| \| Соловьёв 37', Коверзнев 41' \| Голы \| Яковлев 43' \| | Стадион: Динамо, Москва Зрителей: 70 000 Судья: Латышев (Москва) |
| ЦДСА: Никаноров, Чистохвалов, Башашкин, Нырков, Родин, Петров, Гринин (к), Николаев, Коверзнев, Соловьёв, Дёмин Главный тренер: Борис Аркадьев Команда г. Калинина: Фарыкин, Кузнецов, Сотсков (к), Морозов, Кулешов, Фомин, Ильин (Юрченко, 63), Яковлев, Добриков, Акимов, Щербаков Тренер: Пётр Зенкин | |                                                                  |
| ЦДСА | 2:1 (2:1)                                                                                               | Команда г. Калинина                                              |
| Соловьёв 37', Коверзнев 41' | Голы | Яковлев 43'                                                      |

После матча команда г. Калинина подала протест, считая, что мяч, забитый в конце игры Сотсковым был отменён главным судьёй Николаем Латышевым неправильно. На следующий день протест утвердили, и на 17 октября назначили переигровку. Скорее всего, решение о переигровке исходило от члена Политбюро ЦК КПСС, Маршала Советского Союза Николая Булганина.

### Переигровка
| 17 октября 1951 | \| ЦДСА \| 2:1 (0:1, 1:0, 1:0) \| Команда г. Калинина \| \| Соловьёв 72', Гринин 115' \| Голы \| Чистохвалов 25' (в свои ворота) \| | Стадион: Динамо, Москва Зрителей: 80 000 Судья: Белов (Ленинград) |
| ЦДСА: Никаноров, Чистохвалов, Башашкин, Нырков, Родин, Петров, Гринин (к), Николаев, Коверзнев (Водягин, 62), Соловьёв, Дёмин Главный тренер: Борис Аркадьев Команда г. Калинина: Фарыкин, Юрченко, Кузнецов, Морозов (Гурвич, 28), Кулешов, Фомин, Манкевич, Фетискин, Добриков, Акимов, Щербаков (к) Тренер: Пётр Зенкин | |                                                                   |
| ЦДСА | 2:1 (0:1, 1:0, 1:0) | Команда г. Калинина                                               |
| Соловьёв 72', Гринин 115' | Голы | Чистохвалов 25' (в свои ворота)                                   |

Гурвич (ком. Калинина) из-за травмы в дополнительное время не играл, команда играла вдесятером.